# Hisashi Okuyama
Pour les articles homonymes, voir Okuyama.
 (novembre 2024).
 (octobre 2024).
La mise en forme du texte ne suit pas les recommandations de Wikipédia : il faut le « wikifier ».
Les points d'amélioration suivants sont les cas les plus fréquents. Le détail des points à revoir est peut-être précisé sur la page de discussion.
- Les titres sont pré-formatés par le logiciel. Ils ne sont ni en capitales, ni en gras.
- Le texte ne doit pas être écrit en capitales (les noms de famille non plus), ni en gras, ni en italique, ni en « petit »…
- Le gras n'est utilisé que pour surligner le titre de l'article dans l'introduction, une seule fois.
- L'italique est rarement utilisé : mots en langue étrangère, titres d'œuvres, noms de bateaux, etc.
- Les citations ne sont pas en italique mais en corps de texte normal. Elles sont entourées par des guillemets français : « et ».
- Les listes à puces sont à éviter, des paragraphes rédigés étant largement préférés. Les tableaux sont à réserver à la présentation de données structurées (résultats, etc.).
- Les appels de note de bas de page (petits chiffres en exposant, introduits par l'outil «  Source ») sont à placer entre la fin de phrase et le point final[comme ça].
- Les liens internes (vers d'autres articles de Wikipédia) sont à choisir avec parcimonie. Créez des liens vers des articles approfondissant le sujet. Les termes génériques sans rapport avec le sujet sont à éviter, ainsi que les répétitions de liens vers un même terme.
- Les liens externes sont à placer uniquement dans une section « Liens externes », à la fin de l'article. Ces liens sont à choisir avec parcimonie suivant les règles définies. Si un lien sert de source à l'article, son insertion dans le texte est à faire par les notes de bas de page.
- La présentation des références doit suivre les conventions bibliographiques. Il est recommandé d'utiliser les modèles {{Ouvrage}}, {{Chapitre}}, {{Article}}, {{Lien web}} et/ou {{Bibliographie}}. Le mode d'édition visuel peut mettre en forme automatiquement les références.
- Insérer une infobox (cadre d'informations à droite) n'est pas obligatoire pour parachever la mise en page.

Pour une aide détaillée, merci de consulter Aide:Wikification.
Si vous pensez que ces points ont été résolus, vous pouvez retirer ce bandeau et améliorer la mise en forme d'un autre article.
 (novembre 2024).

## Biographie
Né en 1943 à Asahikawa au Japon, Okuyama vit en France depuis 1966. Dès sa jeunesse la lecture des Illuminations de Rimbaud et plus tard celle de Hölderlin ont déterminé son engagement poétique.
Les premières publications seront chez Clivages au tout début des années 1990. Cela fixera la pierre angulaire des œuvres à venir, en particulier Crissaillements.
Les paysages de son enfance : montagne et neige, et plus tard ceux de Belle-île-en-Mer, détermineront sa tonalité froide, aiguë, sèche, transparente, minérale (particulièrement celle du quartz).
Plus tard, avec l’écoute intensive des fugues de Bach, le poète abandonnera ses poèmes pour voix seule pour une voie poétique autre. Celle si particulière de compositions à plusieurs voix.
La rencontre de la peinture sera elle aussi déterminante. Passant de Dürer à Parmiggiani, d’Enguerrand Quarton ou des védutistes vénitiens à Piranèse,... de Van Gogh, Morandi, Tal Coat, Giacometti, Nemours à Opalka,... Hantaï, Brunschwig à J.P Schneider ou Slacik, Robert Pillard-Valère, Lucas l'Hermitte, Ràfols Casamada, Thibaut Okuyama, ou encore Michel Roncerel.
Entre-temps, d’autres lieux interviendront tels que la Citadelle de Besançon avec « Utinam », Venise, la Côte d’Albâtre ou la Baie du Mont Saint Michel.
Les publications dépassent la cinquantaine et ont fait l’objet d’une donation en 2015 : NAF 28795 à la Bibliothèque Nationale de France.

## Publications
- Le nœud, 1990 (extrait) Revue Clivage n°8
- La surface du timbre,1990 (extraits) Franck Bordas avec des lavis originaux de Colette Brunschwig
- Le quartier des cris,1994, Flache n°18 Musée Rimbaud avec un triptyque de Colette Brunschwig
- Taieal,1995, Musée des Beaux Arts de Renne avec en couverture le "rythme du millimètre" d'Aurélie Némours
- Souff'gne,1995, La Chouette Diurne avec 9 dessins aquarellés originaux de Rafols Casamada
- Utinam,1997, Citadelle de Besançon avec un frontispice de Colette Brunschwig
- Olla cineraria, 1998 pour 2 voix
- La présentation (quatre voix) , 1998, pour Claudio Parmiggiani avec intervention à Santomato pistoia vue 1 et 2
- Crissaillements, 1998 , Editions Clivages
- L'urne à suie , 1998, Editions Clivages
- S'écaille, 1999, L'Hôte Nomade avec des gravures originales de Robert Pillard Valère
- Percussif, 1999 , pour Aurélie Némours
- La surface du timbre , 2000, Revue Neige d'aout
- Quatre carrés blancs pour 2 voix, 2000, Musée de Grenoble avec un collage d'Aurélie Nemours
- Conduite lumière (deux voix) pour Roman Opalka avec détail Opalka 1965-1/00 autoportrait âgé et détail Opalka 1965-1/00 autoportrait jeune.
- L'autoportrait aux chardons, 2000, dédié à Albrecht Dürer, Manière noire éditeur avec des gravures originales de Michel Roncerel
- La part du blanc (livre sonore), 2000, Editions Xavier Barral
- Volute de chute, 2004 avec une eau forte originale de Colette Brunschwig
- Cambrure, 2005 , avec une gravure originale de Pierre Tal-Coat
- Arrache alu pour deux voix, 2006 , édition Isoète avec les grotesques de Piranèse de la bibliothèque de Cherbourg Octeville
- Bouteille blanche : pour deux voix, 2006, éditions la Main Courante avec des dessins de Jean Pierre Schneider
- Ce retardement pour voix seule, 2006, éditions Isoète avec 17 gravures de Venise de la collection Mancel
- Lento / Presto, 2007 , éditions Isoète avec un travail de Lucas l'Hermitte
- A pour 2 voix dédié à Giacometti , 2008, édition Isoète avec des œuvres d'Alberto Giacometti
- Le Jardin des Fugues pour 2 voix, 2008 , éditions Mémoire vivante
- L'hiver le 24 janvier 1743, 2008, Æncrages & Co, Pour Friedrich Hölderlin avec des pastels de Jean Pierre Schneider
- Anthologie francophone Seghers nouvelle pleiade, octobre 2008, première page de verre pour deux voix
- La neigiférie, (neige et fer) pour 2 voix , 2009, éditions Isoète
- Strie, 2009, éditions Trames avec la première page manuscrite de Hisashi Okuyama en fac similé
- Clou xy Lilas pour 2 voix dédié à Van gogh , 2009, avec jardin en Provence de Van Gogh
- Césura accompagnement à trois voix pour huit lettres de Van Gogh ( poème partition pour 4 voix) , 2009, éditions Isoète
- Sept neiges pour une partita, 2010, éditions Mémoire Vivante
- Le Dépliement triptyque pour trois voix à Simon Hantaï, 2011, édition Isoète
- Ne pas, mars 2012, éditions Isoète pour quatre voix
- Sauzon, septembre 2012, éditions Isoète
- Si seul de bleu 2 voix pour Mozart dessins originaux aquarellés par T. Le Saëc (La Canopée 2013 et 2018)
- Verre à deux voix,  juin 2013 , éditions Mémoire vivante
- Rose octaviation : 3 voix pour Hölderlin 2014
- Résonne pour quatre voix, 2017
- Délié: 2 voix (Anthologie Tarabuste vol. 2, 2017) pour la Côte d’Albâtre
- Marques et pertes pour deux voix en écoutant la deuxième sonate pour violon seul de J-S. Bach
- Souffle pour 2 voix, 2019 , avec 4 peintures originales de Thibaut Okuyama
- T'offre pour deux voix, revue L'étrangère 51-52 2019.
- Faveur pour trois voix, revue anthologie Triages. Tarabuste Editions 2020
- Et à et à et à ANDANTE pour deux voix, anthologie Triages. Tarabuste éditions 2022
- Car toutes les choses en pour 2 voix, 2022, avec 4 bois sur chine de Gérard Truilhé aux éditions Trames.
- La Roue et Suite Ciserale, Janvier 2023, avec des huiles sur papier de Jean Pierre Schneider, aux éditions de l'Atelier du Grand Tétras.
- Er Hastellig , été 2023, avec une huile originale de Jean Pierre Schneider, Editions Trames
- La Masse, Septembre 2024, avec 5 lavis reproduits de Pierre Tal-Coat, Editions Er Hastellig